# Melbourne Zoo
De Royal Melbourne Zoological Gardens of kortweg Melbourne Zoo is de dierentuin van de Australische stad Melbourne. De tuin werd geopend in 1862 en het is daarmee de oudste dierentuin van Australië. Melbourne Zoo is 22 hectare groot en het ligt 4 kilometer ten noorden van het stadscentrum.

## Geschiedenis
Melbourne Zoo werd op 6 oktober 1862 als eerste Australische dierentuin geopend op een terrein in Royal Park dat door het stadsbestuur werd geschonken. De dierentuin werd gemodelleerd naar London Zoo. 

## Beschrijving
Er zijn vijf themagebieden en verschillende losse verblijven en gebouwen, zoals een savanneverblijf en een reptielenhuis. Melbourne Zoo omvat de volgende themagebieden:
- Australian Bush: inheemse diersoorten, zoals kangoeroes, koala's, zuidelijke breedneuswombats, varanen, diverse soorten vogels en een vogelbekdier
- Wild Sea: dieren van de zuidelijke Australische kust zoals dwergpinguïns, zeeberen en Port Jackson-haaien
- Lion Gorge: roofdieren zoals buidelduivels, sneeuwpanters, leeuwen en Afrikaanse wilde honden
- Trail of the Elephants: Zuidoost-Aziatische dieren zoals Indische olifanten, Sumatraanse tijgers en Sumatraanse orang-oetans
- Gorilla Rainforest: westelijke laaglandgorilla's, apen, maki's en dwergnijlpaarden